# Ima (Pflanze)
Ima ist der altägyptische Name einer Pflanze, aus welcher ein Aromaöl gewonnen wurde, das unter anderem als begehrte Handelsware bereits in der Frühzeit Ägyptens Verwendung fand.
Aus welcher Pflanze das Öl gewonnen wurde, ist unklar. Es könnte sich um Kapernstrauch- oder vielleicht um Kreuzdorngewächse gehandelt haben. Für dieses Öl entsandten Könige wie Semerchet (1. Dynastie) Expeditionen bis nach Retjenu. In seinem Grab bei Abydos wurden Gefäße mit entsprechender Aufschrift gefunden.